# 塘桥公园
塘桥公园，位于上海市浦东新区东方路1260号，竣工于2001年12月，占地面积37300平方米，是一座以“森林与水”为主题的开放式公园。公园水体和张家浜相连，绿化以香樟、雪松、广玉兰等大乔木树种构成主景，配置各种小乔木、灌木、水生植物、地被等。